# Clypeocampulum tibiale
Clypeocampulum tibiale là một loài tò vò trong họ Ichneumonidae.